# Гейнсвілл (селище, Нью-Йорк)
Гейнсвілл (англ. Gainesville) — селище (англ. village) в США, в окрузі Вайомінг штату Нью-Йорк. Населення — 211 особа (2020).

## Географія
Гейнсвілл розташований за координатами 42°38′29″ пн. ш. 78°8′5″ зх. д. / 42.64139° пн. ш. 78.13472° зх. д. (42.641494, -78.134659).  За даними Бюро перепису населення США в 2010 році селище мало площу 2,22 км², уся площа — суходіл.

## Демографія
Згідно з переписом 2010 року, у селищі мешкало 229 осіб у 97 домогосподарствах у складі 64 родин. Густота населення становила 103 особи/км².  Було 112 помешкання (51/км²).
Расовий склад населення:
| - 99,6 % — білих |

До двох чи більше рас належало 0,4 %. Частка іспаномовних становила 0,9 % від усіх жителів.
За віковим діапазоном населення розподілялося таким чином: 16,6 % — особи молодші 18 років, 66,8 % — особи у віці 18—64 років, 16,6 % — особи у віці 65 років та старші. Медіана віку мешканця становила 44,8 року. На 100 осіб жіночої статі у селищі припадало 110,1 чоловіків;  на 100 жінок у віці від 18 років та старших — 117,0 чоловіків також старших 18 років.
Середній дохід на одне домашнє господарство  становив 48 810 доларів США (медіана — 41 250), а середній дохід на одну сім'ю — 54 559 доларів (медіана — 48 750). За межею бідності перебувало 4,4 % осіб, у тому числі 5,6 % дітей у віці до 18 років та 4,9 % осіб у віці 65 років та старших.
Цивільне працевлаштоване населення становило 102 особи. Основні галузі зайнятості: освіта, охорона здоров'я та соціальна допомога — 22,5 %, оптова торгівля — 9,8 %, публічна адміністрація — 9,8 %.